# Kingdom Come (musikalbum)
Kingdom Come är ett studioalbum av Kingdom Come. Det släpptes 1988 och var bandets första album. Det uppmärksammades för att låta likt Led Zeppelin och nådde 12:e plats på Billboard 200.

## Låtlista
1. "Living Out of Touch" - 4:17
2. "Pushin' Hard" - 4:47
3. "What Love Can Be" - 5:14
4. "17" - 5:26
5. "The Shuffle" - 3:40
6. "Get It On " - 4:21
7. "Now Forever After" - 5:36
8. "Hideaway" - 5:38
9. "Loving You" - 4:46
10. "Shout It Out" - 3:37

### Fotnoter
1. ↑  ”Kingdom Come” (på engelska). Billboard. 30 april 1988. Arkiverad från originalet den 23 november 2018. https://web.archive.org/web/20181123172937/https://www.billboard.com/music/kingdom-come/chart-history/billboard-200. Läst 11 februari 2020.